# O Segredo dos Seus Olhos
El secreto de sus ojos (prt/bra: O Segredo dos Seus Olhos) é um filme argentino de 2009, dirigido por Juan José Campanella; o roteiro, escrito por Campanella e Eduardo Sacheri, é baseado no romance La Pregunta de sus Ojos, escrito por Sacheri.
O filme recebeu prêmios tanto em Hollywood quanto na Espanha, em especial o Oscar de Melhor Filme Internacional no Oscar de 2010, tornando a Argentina o primeiro país da América Latina a ganhar o prêmio duas vezes, sendo a primeira em 1985 com La historia oficial. Três semanas antes, havia ganhado o prêmio espanhol equivalente, o Goya de Melhor Filme Estrangeiro em Espanhol. No seu lançamento se tornou a segunda maior bilheteria na história da Argentina, sendo superado apenas por Nazareno Cruz y el lobo.
Em 2016, O Segredo dos Seus Olhos foi considerado o número 91 pela crítica internacional como os 100 Melhores Filmes do Século XXI pela BBC. Em dezembro de 2021, a Europa Filmes iniciou a pré-venda no Brasil da edição limitada e definitiva do filme em blu-ray em parceria com a Versátil Home Vídeo, que será lançado exclusivamente na loja virtual Versátil HV.

## Enredo
Em junho de 1974, o agente judiciário Benjamin Espósito investiga o estupro e assassinato de Liliana Colotto de Morales. Espósito promete ao marido de Liliana, Ricardo, que irá encontrar o assassino e conseguir prisão perpétua. Espósito tem a ajuda de seu parceiro alcoólatra Pablo Sandóval e da nova chefe do departamento Irene Menéndez-Hastings. Romano, rival de Espósito, acusa dois trabalhadores imigrantes do assassinato, Espósito descobre depois que ambos foram torturados a fim de se obter uma confissão.
Espósito descobre uma pista ao observar fotos antigas de Liliana, que foram entregues por Ricardo, muitas delas apresentavam um homem, identificado como Isidoro Gómez, encarando-a de forma suspeita. Espósito e Sandóval entram escondidos na casa da mãe de Gómez em Chivilcoy e encontram cartas de Gómez para sua mãe, as quais Sandóval rouba, fato que Espósito descobre depois ao retornar para Buenos Aires. Suas “visitas” apenas causam problemas com seus superiores, e eles não conseguem encontrar nenhuma evidência nas cartas. Gómez continua solto, devido a uma ligação descuidada de Ricardo para a mãe de Gómez, numa tentativa desesperada de encontrar o assassino da esposa. Por fim, o caso é encerrado.
Em 1975, Espósito encontra Ricardo em uma estação de trem em Retiro e descobre que ele estava tentando encontrar Gómez. Espósito convence Menéndez a reabrir a investigação. Enquanto isso, bebendo em um bar, Sandóval faz uma descoberta: um conhecido identifica vários nomes nas cartas - aparentemente sem qualquer relação - como jogadores de futebol do Racing Club de Avellaneda. Assim, após identificar ele como um fã do Racing, Espósito e Sandóval vão a um jogo entre Racing e Hurácan, na esperança de encontrar Gómez.
No estádio do Hurácan, Espósito e Sandóval conseguem localizar Gómez na multidão, mas um repentino gol provoca um tumulto que permite Gómez escapar. Começa então uma perseguição e Gómez é apanhado por seguranças do estádio. Espósito e Menéndez o prendem ilegalmente e Menéndez faz Gómez confessar depois de macular seu orgulho masculino. Goméz é julgado e sentenciado, mas Romano paga a fiança e o liberta um mês depois e o contrata como um assassino de aluguel para a facção de direita do Partido Peronista, para assim, conseguir vingança de Espósito. Espósito e Menéndez tentam reverter, porém são impedidos por Romano. Espósito conta a Ricardo Morales que o assassino da sua esposa nunca irá para a prisão.
Semanas depois, Sandóval entra em uma briga de bar, fazendo com que Espósito leve ele ao seu flat e busque sua esposa. Ao retornar ao flat, encontra a porta aberta, suas fotos reviradas e Sandóval morto a tiros em seu quarto. Espósito conclui que Romano mandou assassinos atrás dele, mas Sandóval fingiu ser ele para protegê-lo. Temendo por sua vida, Espósito se esconde por 10 anos na província de Jujuy com os primos de Menéndez. Espósito retorna a Buenos Aires em 1985 para encontrar Gómez desaparecido, Romano assassinado durante o Processo de Reorganização Nacional, e Menéndez casada com dois filhos.
Em 1999, Espósito visita Ricardo, visando trazer sentido ao caso, o qual havia se mudado em 1975 para um chalé isolado na área rural da província de Buenos Aires. Ricardo perde o controle quando Espósito o pergunta como lidou com a morte da mulher e do fim injusto da investigação, dado que Gómez nunca mais foi visto após se tornar parte da segurança de Isabel Péron. Ricardo conta a Espósito que ele sequestrou e matou Gómez anos antes e Espósito vai embora. Momento depois, entretanto, Espósito dirige de volta à casa de Ricardo, onde ele encontra Ricardo alimentando Gómez, o qual Ricardo manteve preso por 25 anos sem falar com ele. Gómez implora a Espósito por contato humano, mas Ricardo diz a ele “Você me prometeu uma prisão perpétua”.
De volta a Buenos Aires, Espósito visita o túmulo de Pablo Sandóval pela primeira vez. Ele, então, vai ao escritório de Menéndez, pronto para confessar seu amor por ela, algo que ela sempre esperou dele. Sorrindo e ansiosos, ele ficam no escritório juntos e fecham a porta.

## Elenco
- Ricardo Darín.......Benjamín Espósito
- Soledad Villamil.......Irene Menéndez Hastings
- Guillermo Francella....... Pablo Sandoval
- Pablo Rago.......Ricardo Morales
- Javier Godino.......Isidoro Gómez
- Carla Quevedo.......Liliana Colotto Morales
- Barbara Palladino.......Chica

## Contexto Histórico e Político
O cenário do filme vincula as personagens à situação política na Argentina em dois períodos diferentes: 1975 e 1999. Os principais eventos ocorrem em 1975, um ano ante de começar a última ditadura civil-militar na Argentina (1976-1983); o último ano da presidência de Isabel Martínez de Perón teve grande turbulência política, com violência tanto da esquerda, quanto de organizações terroristas patrocinadas pelo estado, especialmente nas mãos da Aliança Anticomunista da Argentina (conhecida como AAA ou triplo A), um esquadrão da morte de extrema direita fundado em 1973 e bastante ativo em particular sob controle de Isabel  Perón (1974-1976). Um golpe militar em 1976 iniciou a chamada "Guerra Suja" que é representada no personagem de Isidoro Gomez e sua proteção pelo governo, devido ao seu trabalho de ajudar a administração  e seu sistema judicial a encontrar (e depois matar) ativistas de esquerda e militantes ou guerrilheiros. O Processo de Reorganização Nacional foi um período de mais de sete anos (1976-1983) marcado por violações generalizadas dos direitos humanos. O terrorismo patrocinado pelo Estado da junta militar criou um clima de violência cujas vítimas estavam na casa dos milhares e incluía ativistas de esquerda e militantes, intelectuais e artistas, sindicalistas, estudantes e jornalistas, assim como, marxistas e guerrilheiros peronistas.
É estimado que por volta de dez mil dos desaparecidos eram guerrilheiros do grupo Montoneros (MPM), a mais antiga organização guerrilheira, que começou a operar em 1970, e do Exército Revolucionário do Povo (ERP). Apesar de na época existir violência envolvendo a esquerda, a maioria provocada pelos Montoneros, a maioria das vítimas eram não-combatentes desarmados, e as guerrilhas foram exterminadas em 1970, enquanto que a ditadura continuou com seus crimes até sair do poder, fato acelerado pela derrota na Guerra das Malvinas em 1982, resultando na convocação de eleições um ano depois. A Comissão Nacional sobre o Desaparecimento de Pessoas originalmente estimou que por volta de 13 mil indivíduos estavam desaparecidos. Estimativas atuais para o número de pessoas mortas ou desaparecidas varia de 9,089 a mais de 30,000. Os próprios militares reportam ter matados 22 mil pessoas em uma comunicação com a Inteligência Chilena, e as Mães e Avós da Praça de Maio, que são a organização mais importante pelos direitos humanos na Argentina, sempre mantiveram que o número de desaparecidos está na casa dos 30 mil.
Desde 1983, a Argentina manteve a democracia como sistema de governo: neste ano Raúl Alfonsín foi eleito presidente a logo falou contra o uso de tortura e esquadrões da morte pela junta argentina que sequestraram e mataram os “desaparecidos”, escondendo seus corpos em lugares desconhecidos. No cargo, Alfonsín começou a punir policiais e tropas que foram responsáveis por milhares de mortes na chamada “Guerra Suja”. Em 1985 o governo promoveu o Julgamento das Juntas que julgou e condenou o homem que estava no alto da hierarquia militar durante a ditadura, deixando de lado outros militares e civis que também eram responsáveis pelos crimes do período.
O segundo período retratado é em 1999, durante os últimos dias da administração de Carlos Menem. Durante este período, as leis nacionais conhecidas como “Lei do Ponto Final” e “Lei de Obediência Devida” - sancionadas em 1980 - ainda estavam valendo. Esses elementos legais, popularmente conhecidos como “as leis de anistia” , bloquearam a investigação de milhares de casos de abusos aos direito humanos cometidos durante a ditadura no país. Esse período da história Argentina é mostrado para enfatizar a situação em que Ricardo Morales viveu, já que a impunidade que criminosos e violadores dos direitos humanos, como Gómez, desfrutavam na época impediu que Morales o levasse à justiça: o sistema penal condenaria Morales por suas ações. Ao mesmo tempo, muitos ex-torturadores e assassinos da ditadura - que poderiam ter sido amigos ou parceiros de Gomez - estavam livres, e poderiam se vingar de Morales. Esse fato explica ainda mais porque Morales escolheu se isolar com Gómez por tantos anos.
Em 2003 o clima político mudou, e durante a administração do presidente Nestor Kirchner, a Lei do Ponto Final e a Lei de Obediência Devida, juntamente com os perdões executivos foram declarados nulos e sem efeito, primeiramente pelo Congresso a depois pela Suprema Corte. Essas mudanças, promovidas pelo governo em 2005, possibilitou que o poder judicial processasse e julgasse todos os orquestradores de terrorismo patrocinado pelo Estado, assim como atos criminosos motivados politicamente em 1975. Os crimes desse período ainda estão sendo julgados a partir de 2020.

## Prêmios
Além de receber o Oscar de melhor filme estrangeiro de 2010, o filme venceu o Prêmio Goya de melhor filme do ano.

## Recepção
No site agregador de críticas Rotten Tomatoes, 91% das 133 resenhas dos críticos são positivas. O consenso diz: “Imprevisível e rico de simbolismo, este mistério de assassinato argentino faz jus ao seu Oscar com um enredo cativante, direção assegurada de Juan José Campanella, e performances hipnotizantes de seu elenco." O Metacritic, que usa uma média ponderada, atribuiu ao filme uma pontuação de 81 em 100, baseado em 34 críticos, indicando "aclamação universal".

## Na cultura popular
O Estádio Tomás Adolfo Ducó foi o primeiro do futebol argentino a aparecer em um filme vencedor do Oscar. No filme, o inspetor Espósito (interpretado por Ricardo Darín) e seu colaborador Sandoval (Guillermo Francella) assistem a uma partida Huracán x Racing – realizada no Palácio Ducó – em busca de um suspeito de assassinato, sabendo que ele era um forte torcedor do Racing.
A frase sobre a paixão do suspeito por um time ("O cara pode mudar qualquer coisa; seu rosto, casa, família, namorada, religião, Deus. Mas há uma coisa que ele não pode mudar: sua paixão") tornou-se um dos momentos mais memoráveis do filme, não só para descrever o personagem, mas a paixão argentina pelo futebol.